# Вилкс, Гирт Андреевич

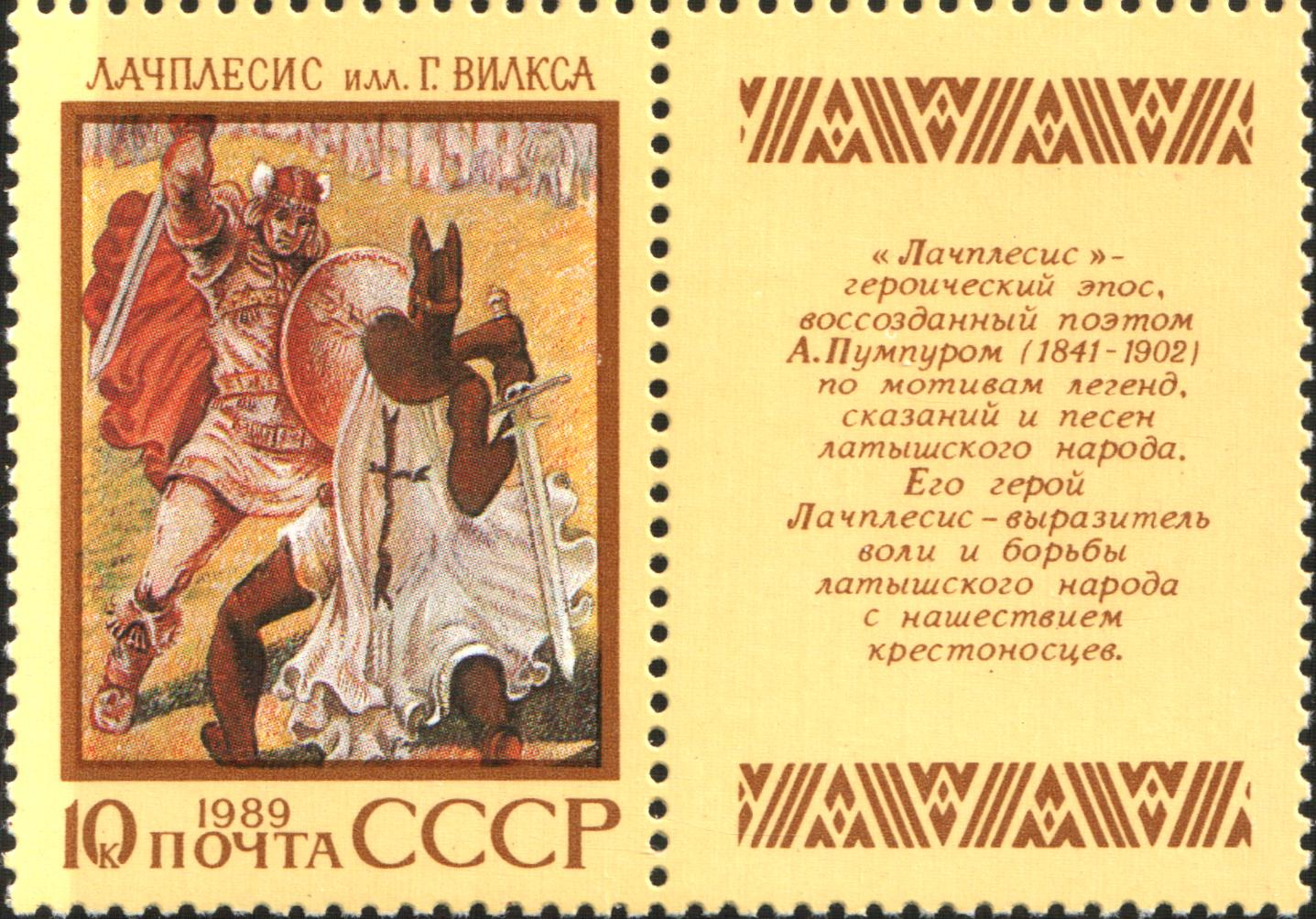
Лачплесис (иллюстрация Вилкса) на почтовой марке СССР, 1989 год

Гирт Вилкс (Гирт Андреевич Вилкс, псевдоним Людвиг Ака; 1909—1983) — латышский советский художник. Народный художник Латвийской ССР (1966).

## Биография
Родился 1 января 1909 года в семье кузнеца из Дурбе.
В 1936—1940 годах занимался в художественной студии города Лиепаи, затем на архитектурном факультете Латвийского университета, где под руководством живописца Вильгельма Пурвитиса изучал различные дисциплины изобразительного искусства.
В середине 1930-х годов Вилкс начал писать декорации в различных театрах Риги, а в 1937 году самостоятельно выполнил свои первые декорации, работая в Малом ансамбле Художественного театра.
С 1940 года работает в Художественном театре Риги, главный художник (1947—1968, 1971—1974).
В 1946 год иллюстрирует свою первую книгу — народную песню «Накинула на плечи белый платок».
Также Гирт Вилкс работал в области монументальной живописи — оформления интерьера гостиниц и пансионатов. Станция метро «Рижская» в Москве — декоративное оформление Вилкса. Является автором латышских витражей «Красные латышские стрелки»[где?].
Умер 11 апреля 1983 года.